# 100인의 리딩쇼 지구를 읽다
《100인의 리딩쇼 지구를 읽다》는 한국방송공사의 교양 텔레비전 프로그램이다.

## 기획의도
100인의 리더가 텍스트를 통해 오늘날의 지구를 읽고 자연과 인간의 공존에 대한 통찰을 제시한 프로그램이다.

## 제작진
- 극본 : 서은현, 정영미
- 연출 : 김슬기라, 김선우

## 에피소드 목록

### 2022년
| 회차 | 방송일    | 부제                        | 비고            |
| ---- | --------- | --------------------------- | --------------- |
| 1회  | 8월 27일  | 70억 개의 별 BTS의 노래     | 다시보기 미제공 |
| 2회  | 9월 3일   | 곤충 - 스쿨 오브 락         |                 |
| 3회  | 9월 17일  | 자연처럼 살다               |                 |
| 4회  | 9월 24일  | 우아하고 쓸쓸한 도시의 정원 |                 |
| 5회  | 10월 1일  | 나무로부터                  |                 |
| 6회  | 10월 8일  | 지구를 위한 밥상            |                 |
| 7회  | 10월 15일 | 어느 멋진 날의 지구         |                 |

## 수상 목록
- 2023년 제35회 한국 PD대상 교양정보 부문 작품상 TV (이도경, 김슬기라, 윤돈희, 김선우)